# The Bounty Hunter
The Bounty Hunter is een Amerikaanse film uit april 2010. De hoofdrollen worden gespeeld door Gerard Butler en Jennifer Aniston. De film werd geregisseerd door Andy Tennent en geschreven door Sarah Thorp.

## Verhaal
Milo Boyd, een premiejager, krijgt zijn droombaan als hem gevraagd wordt om zijn ex-vrouw, Nicole Hurly, die op de vlucht is voor het gerecht, op te sporen. Hij denkt dat dit erg gemakkelijk wordt en dat hij zo zijn geld kan innen, maar Nicole zorgt ervoor dat dit niet zo gemakkelijk gebeurt. Als journalist is ze namelijk bezig met een moordzaak die in de doofpot wordt gestopt. Milo realiseert zich ondertussen dat niets ooit simpel gaat tussen hem en Nicole, omdat ze constant ruzie maken. Tot het moment dat hun levens in gevaar zijn. Ze dachten dat hun huwelijksgeloftes van liefde, trouw en gehoorzaamheid moeilijk waren, maar in leven blijven blijkt nog moeilijker te zijn.

## Rolverdeling
| Acteur             | Personage     |
| ------------------ | ------------- |
| Gerard Butler      | Milo Boyd     |
| Jennifer Aniston   | Nicole Hurley |
| Gio Perez          | Uncle Sam     |
| Joel Garland       | Dwight        |
| Jason Kolotouros   | Gelman        |
| Matt Malloy        | Gary          |
| Jason Sudeikis     | Stewart       |
| Adam Rose          | Jimmy         |
| Christine Baranski | Kitty Hurley  |
| Dorian Missick     | Bobby         |
| David Costabile    | Arthus        |
| Lynda Gravatt      | Rechter       |
| Peter Greene       | Mahler        |
| Jeff Garlin        | Sid           |
| Siobhan Fallon     | Teresa        |